# Mimas Peak
Mimas Peak är en bergstopp i Antarktis. Den ligger i Västantarktis. Argentina, Chile och Storbritannien gör anspråk på området. Toppen på Mimas Peak är 1 000 meter över havet, eller 451 meter över den omgivande terrängen. Bredden vid basen är 5,7 km.
Terrängen runt Mimas Peak är huvudsakligen lite kuperad. Mimas Peak är den högsta punkten i trakten. Trakten är obefolkad. Det finns inga samhällen i närheten.